# Plemyria maritima
Plemyria maritima là một loài bướm đêm trong họ Geometridae.